# Placa de les Carolines
La Placa de les Carolines és una placa tectònica menor que s'endinsa a l'equador a l'hemisferi oriental, situada al nord de Nova Guinea. Forma una zona de subducció al llarg de la frontera amb la placa Bird's Head (o de Doberai) i la placa Woodlark al sud. Es va proposar inicialment el 1978 per Jeffrey Weissel i Roger Anderson.

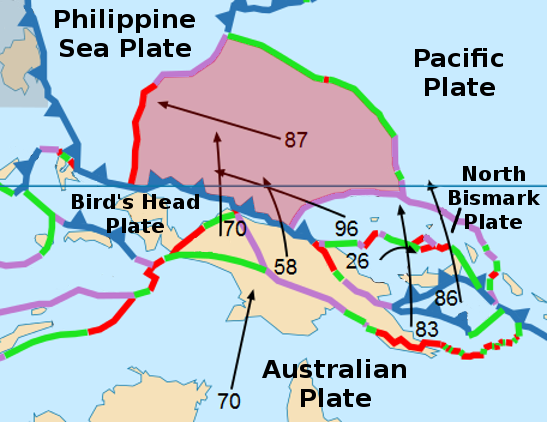
Placa de les Carolines

## Història
La Placa de les Carolines es mou a velocitats molt properes a les de la Placa del Pacífic i la seva edat de formació i l'estat actual com a placa independent és incert. Hi ha una taxa molt lenta de dispersió entre les plaques de les Carolines i les Filipines, però la placa de les Carolines aparentment es va moure juntament amb la placa de les Filipines i Nova Guinea durant el Neogen.

## Entorn geològic
La placa de les carolines ha estat considerada part de la Placa del Pacífic a causa de la sismicitat escassa i les velocitats baixes al llarg dels seus límits. Inclou les conques occidentals i orientals i l'Eauripik Rise inactiu que les separa.